# گیتا هال
گیتا هال (انگلیسی: Gita Hall; ۶ سپتامبر ۱۹۳۳ – ۱۳ اوت ۲۰۱۶) بازیگر و مدل زن اهل ایالات متحده آمریکا-سوئد بود.
وی بازیگر فیلم‌هایی همچون ولف لارسن بوده‌است.